# Paepalanthus
Paepalanthus là một chi thực vật có hoa trong họ Eriocaulaceae. Chi này gồm từ 300-400 loài, bản địa chủ yếu của miền nhiệt đới châu Phi và Mỹ Latin, với một ít loài ở Nhật Bản và Madagascar.

## Một số loài
- Paepalanthus bromelioides Silveira
- Paepalanthus celsus Tissot-Sq.